# Административно-территориальное деление Александро-Невского района

Александро-Невский район на карте Рязанской области

Александро-Невский район в рамках административно-территориального устройства включает 1 посёлок городского типа и 5 сельских округов.
В рамках организации местного самоуправления, муниципальный район делится на 6 муниципальных образований, в том числе 1 городское и 5 сельских поселений:
- Александро-Невское городское поселение (пгт Александро-Невский)
- Благовское сельское поселение (с. Благие)
- Борисовское сельское поселение (д. Борисовка)
- Каширинское сельское поселение (п. Каширин)
- Нижнеякимецкое сельское поселение (с. Нижний Якимец)
- Просеченское сельское поселение (с. Просечье).

Посёлок городского типа соответствует городскому поселению, сельский округ — сельскому поселению.

## Формирование муниципальных образований
В результате муниципальной реформы к 2006 году на территории 14 сельских округов было образовано 7 сельских поселений.
| Административно-территориальная единица | Населённый пункт     | Муниципальное образование              |
| --------------------------------------- | -------------------- | -------------------------------------- |
|                                         | Александро-Невский   | Александро-Невское городское поселение |
| Благовский сельский округ               | Бахметьево           | Благовское сельское поселение          |
| Благовский сельский округ               | Благие               | Благовское сельское поселение          |
| Благовский сельский округ               | Владимировка         | Благовское сельское поселение          |
| Благовский сельский округ               | Луговой              | Благовское сельское поселение          |
| Благовский сельский округ               | Николо-Выселки       | Благовское сельское поселение          |
| Благовский сельский округ               | Ольховка             | Благовское сельское поселение          |
| Благовский сельский округ               | Чагино               | Благовское сельское поселение          |
| Павловский сельский округ               | Дмитриевка           | Благовское сельское поселение          |
| Павловский сельский округ               | Знаменка             | Благовское сельское поселение          |
| Павловский сельский округ               | Кленские Выселки     | Благовское сельское поселение          |
| Павловский сельский округ               | Николаевка           | Благовское сельское поселение          |
| Павловский сельский округ               | Павловка             | Благовское сельское поселение          |
| Студенковский сельский округ            | Канищево             | Благовское сельское поселение          |
| Студенковский сельский округ            | Студенки             | Благовское сельское поселение          |
| Борисовский сельский округ              | Борисовка            | Борисовское сельское поселение         |
| Борисовский сельский округ              | Дикое Поле           | Борисовское сельское поселение         |
| Борисовский сельский округ              | Добрая Надежда       | Борисовское сельское поселение         |
| Борисовский сельский округ              | Курган               | Борисовское сельское поселение         |
| Борисовский сельский округ              | Ознобищево           | Борисовское сельское поселение         |
| Борисовский сельский округ              | Сатиновка            | Борисовское сельское поселение         |
| Борисовский сельский округ              | Федцовка             | Борисовское сельское поселение         |
| Борисовский сельский округ              | Чернышевка           | Борисовское сельское поселение         |
| Зимаровский сельский округ              | Батурки              | Борисовское сельское поселение         |
| Зимаровский сельский округ              | Зимарово             | Борисовское сельское поселение         |
| Зимаровский сельский округ              | Катино               | Борисовское сельское поселение         |
| Зимаровский сельский округ              | Колобово             | Борисовское сельское поселение         |
| Зимаровский сельский округ              | Ряссы                | Борисовское сельское поселение         |
| Зимаровский сельский округ              | Урусово              | Борисовское сельское поселение         |
| Зимаровский сельский округ              | Ясная Поляна         | Борисовское сельское поселение         |
| Бурминский сельский округ               | Бурминка             | Бурминское сельское поселение          |
| Бурминский сельский округ               | Красное              | Бурминское сельское поселение          |
| Бурминский сельский округ               | Мары                 | Бурминское сельское поселение          |
| Боровковский сельский округ             | Дмитриевский Боровок | Каширинское сельское поселение         |
| Боровковский сельский округ             | Медвино              | Каширинское сельское поселение         |
| Боровковский сельский округ             | Потемщино            | Каширинское сельское поселение         |
| Боровковский сельский округ             | Рождественское       | Каширинское сельское поселение         |
| Боровковский сельский округ             | Сергиевский Боровок  | Каширинское сельское поселение         |
| Норовский сельский округ                | Верхний Якимец       | Каширинское сельское поселение         |
| Норовский сельский округ                | Каширин              | Каширинское сельское поселение         |
| Норовский сельский округ                | Красная Степь        | Каширинское сельское поселение         |
| Норовский сельский округ                | Ленинский            | Каширинское сельское поселение         |
| Норовский сельский округ                | Ново-Сергиевка       | Каширинское сельское поселение         |
| Норовский сельский округ                | Норовка              | Каширинское сельское поселение         |
| Норовский сельский округ                | Полиловка            | Каширинское сельское поселение         |
| Ленинский сельский округ                | Аннинка              | Ленинское сельское поселение           |
| Ленинский сельский округ                | Аннино               | Ленинское сельское поселение           |
| Ленинский сельский округ                | Константиновка       | Ленинское сельское поселение           |
| Ленинский сельский округ                | Ленино               | Ленинское сельское поселение           |
| Ленинский сельский округ                | Нива                 | Ленинское сельское поселение           |
| Ленинский сельский округ                | Свистовка            | Ленинское сельское поселение           |
| Калининский сельский округ              | Голофеевка           | Нижнеякимецкое сельское поселение      |
| Калининский сельский округ              | Калинино             | Нижнеякимецкое сельское поселение      |
| Калининский сельский округ              | Лапотские Выселки    | Нижнеякимецкое сельское поселение      |
| Калининский сельский округ              | Яхонтово             | Нижнеякимецкое сельское поселение      |
| Нижнеякимецкий сельский округ           | Кайсаровка           | Нижнеякимецкое сельское поселение      |
| Нижнеякимецкий сельский округ           | Клейминовка          | Нижнеякимецкое сельское поселение      |
| Нижнеякимецкий сельский округ           | Красное Знамя        | Нижнеякимецкое сельское поселение      |
| Нижнеякимецкий сельский округ           | Нижний Якимец        | Нижнеякимецкое сельское поселение      |
| Нижнеякимецкий сельский округ           | Никольское           | Нижнеякимецкое сельское поселение      |
| Нижнеякимецкий сельский округ           | Никоновка            | Нижнеякимецкое сельское поселение      |
| Нижнеякимецкий сельский округ           | Ново-Тишевое         | Нижнеякимецкое сельское поселение      |
| Михалковский сельский округ             | Заборово             | Просеченское сельское поселение        |
| Михалковский сельский округ             | Заречье              | Просеченское сельское поселение        |
| Михалковский сельский округ             | Михалково            | Просеченское сельское поселение        |
| Просеченский сельский округ             | Банаки               | Просеченское сельское поселение        |
| Просеченский сельский округ             | Зелено-Дмитриевка    | Просеченское сельское поселение        |
| Просеченский сельский округ             | Просечье             | Просеченское сельское поселение        |
| Просеченский сельский округ             | Ржавец               | Просеченское сельское поселение        |
| Спешневский сельский округ              | Александровка        | Просеченское сельское поселение        |
| Спешневский сельский округ              | Заря                 | Просеченское сельское поселение        |
| Спешневский сельский округ              | Крещено Гаи          | Просеченское сельское поселение        |
| Спешневский сельский округ              | Левин                | Просеченское сельское поселение        |
| Спешневский сельский округ              | Спешнево             | Просеченское сельское поселение        |
| Спешневский сельский округ              | Суздалевка           | Просеченское сельское поселение        |
| Спешневский сельский округ              | Чибизовка            | Просеченское сельское поселение        |

В 2017 году были упразднены Ленинское сельское поселение (включено в Борисовское) и Бурминское сельское поселение (включено в Каширинское).